# Eupithecia tamarisciata
Eupithecia tamarisciata là một loài bướm đêm trong họ Geometridae.